# Brasilianisch-haitianische Beziehungen
Die Brasilianisch-haitianische Beziehungen beschreiben das bilaterale Verhältnis zwischen der Föderativen Republik Brasilien und der Republik Haiti. Beide Staaten sind Mitglied der Organisation Amerikanischer Staaten (OAS) und der Vereinten  Nationen.

## Geschichte
Haiti war der erste lateinamerikanische Staat, der im Jahr 1804 seine Unabhängigkeit von Frankreich erlangte. Brasilien erklärte sich am 7. September 1822 gegenüber seiner Kolonialmacht Portugal für unabhängig.
Im Jahr 1928 nahmen Brasilien und Haiti diplomatische Beziehungen auf. Im selben Jahr eröffneten beide Länder jeweils diplomatische Vertretungen in der Hauptstadt des anderen Landes.
Im Juni 2004 wurde die Stabilisierungsmission der Vereinten Nationen in Haiti (MINUSTAH) als Folge des Staatsstreichs gegen Präsident Aristide eingerichtet. Brasilien übernahm die Führung der bewaffneten Kräfte (Blauhelme) mit einem Offizier im Rang eines Generalleutnants.
Nach dem Erdbeben in Haiti im Januar 2010  spendete Brasilien 55 Millionen US-Dollar an den Haiti-Wiederaufbaufonds.
Im Februar 2012 stattete die brasilianische Präsidentin Rousseff Haiti einen Staatsbesuch ab. Während ihrer Treffen mit Präsident Michel Martelly und Premierminister Conille wurden die Wirtschaftsbeziehungen und die Bemühungen um die Unterstützung haitianischer Flüchtlinge, die seit dem Erdbeben in Haiti 2010 nach Brasilien gekommen waren, prioritär behandelt. Mehr als 15.000 Haitianer waren nach Brasilien eingewandert. Im Jahr 2012 hob der Nationale Einwanderungsrat Brasiliens die Obergrenze von zwölfhundert jährlichen Daueraufenthaltsvisa, die haitianischen Staatsangehörigen erteilt werden konnten, aus humanitären Gründen auf.
Zu Beginn seiner zweiten Amtszeit sprach sich der brasilianische Präsident Lula da Silva bei einem Besuch in Kolumbien zusammen mit seinem dortigen Amtskollegen Petro für die Intensivierung der Suche nach einer friedlichen Lösung der Krise in Haiti aus.
Im September 2024 kam es am Rande eines Treffens zwischen Präsident Lula da Silva und dem haitianischen Premierminister Conille (in dessen zweiter Amtszeit) am Rande der Vollversammlung der Vereinten Nationen in New York zu einem Eklat, als der designierte Vorsitzende des präsidentiellen Übergangsrats Haitis (CPT), Voltaire, von brasilianischen Sicherheitsbeamten an der Teilnahme gehindert wurde. Das Ereignis führte zu der Entlassung von Premierminister Conille.
Im Juni 2025 reiste der amtierende Vorsitzende des CPT, Fritz Alphonse Jean, zur Teilnahme an einem karibisch-brasilianischen Gipfeltreffen nach Brasilia.

## Hochrangiger Besuchsaustausch

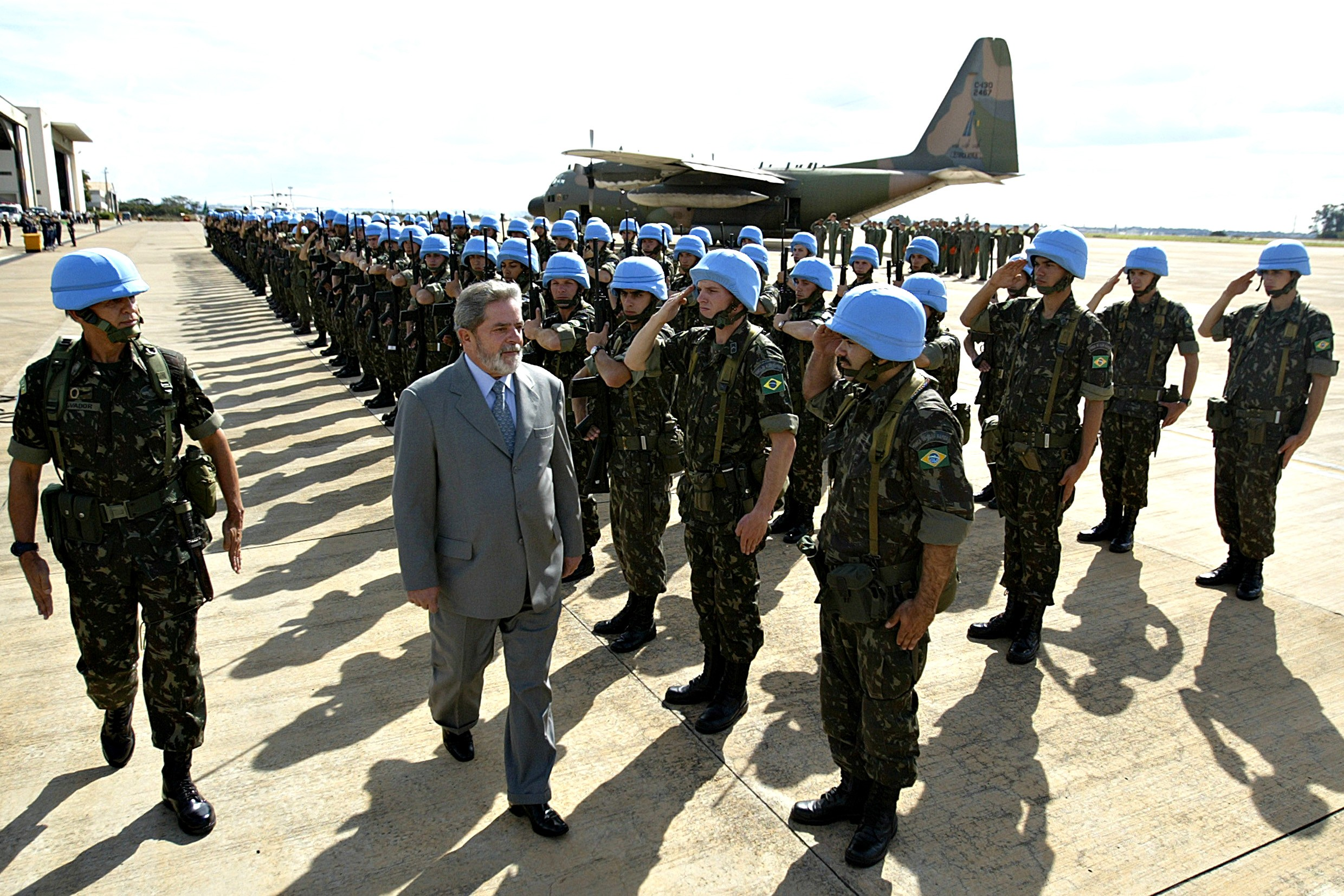
Der brasilianische Präsident Lula da Silva inspiziert im Jahr 2008 das Kontingent seines Landes in der Stabilisierungsmission MINUSTAH

Haiti wurde im Jahr 2008 von dem brasilianischen Präsidenten Lula da Silva besucht, der neben einem Treffen mit Präsident Préval mit den brasilianischen Blauhelmsoldaten zusammenkam. Außenminister Patriota führte im Februar und im Juni 2011 Arbeitsbesuche in Haiti durch. Nach dem Staatsbesuch von Präsidentin Rousseff im Jahr 2012 kamen die Außenminister Figueiredo (2013) und Nunes (2017) nach Haiti.
Bereits im Jahr 1982 hatte der haitianische Außenminister Estimé Brasilien besucht. Präsident Préval reiste im Jahr 2010 nach Brasilia, ebenso Premierminister Lamothe (2013). Die Außenminister Brutus (2014) und Renauld (2016) statteten Brasilien ebenfalls Besuche ab.

## Bilaterale Abkommen
1966: Abkommen über Zusammenarbeit im Bereich der Kultur (Brasilien betreibt ein Kulturinstitut in Port-au-Prince - Centre Culturel Brésil-Haïti (CCBH))
1982: Abkommen über technische Zusammenarbeit (Entwicklungshilfe)
2010: Abkommen über die Stärkung des Gesundheitssektors in Haiti (trilateral mit Beteiligung von Kuba).

## Diplomatische Vertretungen
Die Botschaft Brasiliens in Haiti befindet sich in Pétionville.
Die Botschaft Haitis in Brasilien liegt im Stadtteil Lago Sul der Hauptstadt Brasilia.

## Handel
Im Jahr 2018 lag das bilaterale Handelsvolumen bei 48 Millionen US-Dollar.
Die brasilianischen Exporte nach Haiti beliefen sich auf gut 46 Mio. USD und die Importe beliefen sich auf rund 1,5 Mio. USD.